# Säcklav
Säcklav (Solorina saccata) är en lavart som först beskrevs av L., och fick sitt nu gällande namn av Erik Acharius. Säcklav ingår i släktet Solorina och familjen Peltigeraceae.  Arten är reproducerande i Sverige. Inga underarter finns listade i Catalogue of Life.